# 영화 목록/ㅊ
| #  | ㄱ  | ㄴ | ㄷ | ㄹ | ㅁ | ㅂ |
| ㅅ | ㅇ  | ㅈ | ㅊ | ㅋ | ㅌ | ㅍ |
| ㅎ | A~Z |    |    |    |    |    |

다음은 'ㅊ'자로 시작하는 영화 목록이다.

## 차-챼
- 차우 (2009년)
- 찰리와 초콜릿 공장 (2005년)
- 창문넘어 도망친 100세 노인 (2013년)
- 챔피언 (2002년)
- 챔피언 (2018년)

## 처-쳬
- 천공의 성 라퓨타 (1986년)
- 천국의 아이들 (1997년)
- 천년여우 (2002년)
- 천문: 하늘에 묻는다 (2018년)
- 천박사 퇴마 연구소: 설경의 비밀 (2023년)
- 천사와 악마 (2009년)
- 천하장사 마돈나 (2006년)
- 철의 여인 (2011년)
- 첨밀밀 (1996년)
- 청년경찰 (2017년)

## 초-쵸
- 초록물고기 (1997년)
- 초속 5센티미터 (2007년)
- 최악의 하루 (2016년)

## 추-츄
- 추억은 방울방울 (1991년)
- 추억의 마니 (2014년)

## 츠-치
- 치킨 런 (2000년)
- 친구 (2001년)
- 친절한 금자씨 (2005년)